# Maurycy Orzech
Maurycy Orzech (ur. 1891, zm. 1943) – polski ekonomista, dziennikarz, publicysta i polityk, czołowy przedstawiciel żydowskiej partii robotniczej Bund w okresie dwudziestolecia międzywojennego. Członek kierownictwa podziemnego Bundu w getcie warszawskim. 

## Życiorys
Do Bundu należał od roku 1907, był redaktorem prasy partyjnej.
Po wybuchu II wojny światowej starał się z pomocą ambasady brytyjskiej wyjechać neutralnym statkiem do Szwecji. Zatrzymany przez Niemców, był więziony w Berlinie, skąd odesłano go do getta warszawskiego. W getcie reprezentował partię w Radzie Społecznej przy organizacji dobroczynnej Joint. Zajmował się tworzeniem podziemnej prasy partyjnej. Najprawdopodobniej był jednym z dwóch reprezentantów Bundu podczas konferencji z Blokiem Antyfaszystowskim. 
W lipcu 1942 przedostał się z getta na stronę aryjską. Według niektórych źródeł został aresztowany przy próbie przekroczenia granicy i zamordowany przez Gestapo.